# دومانیکو

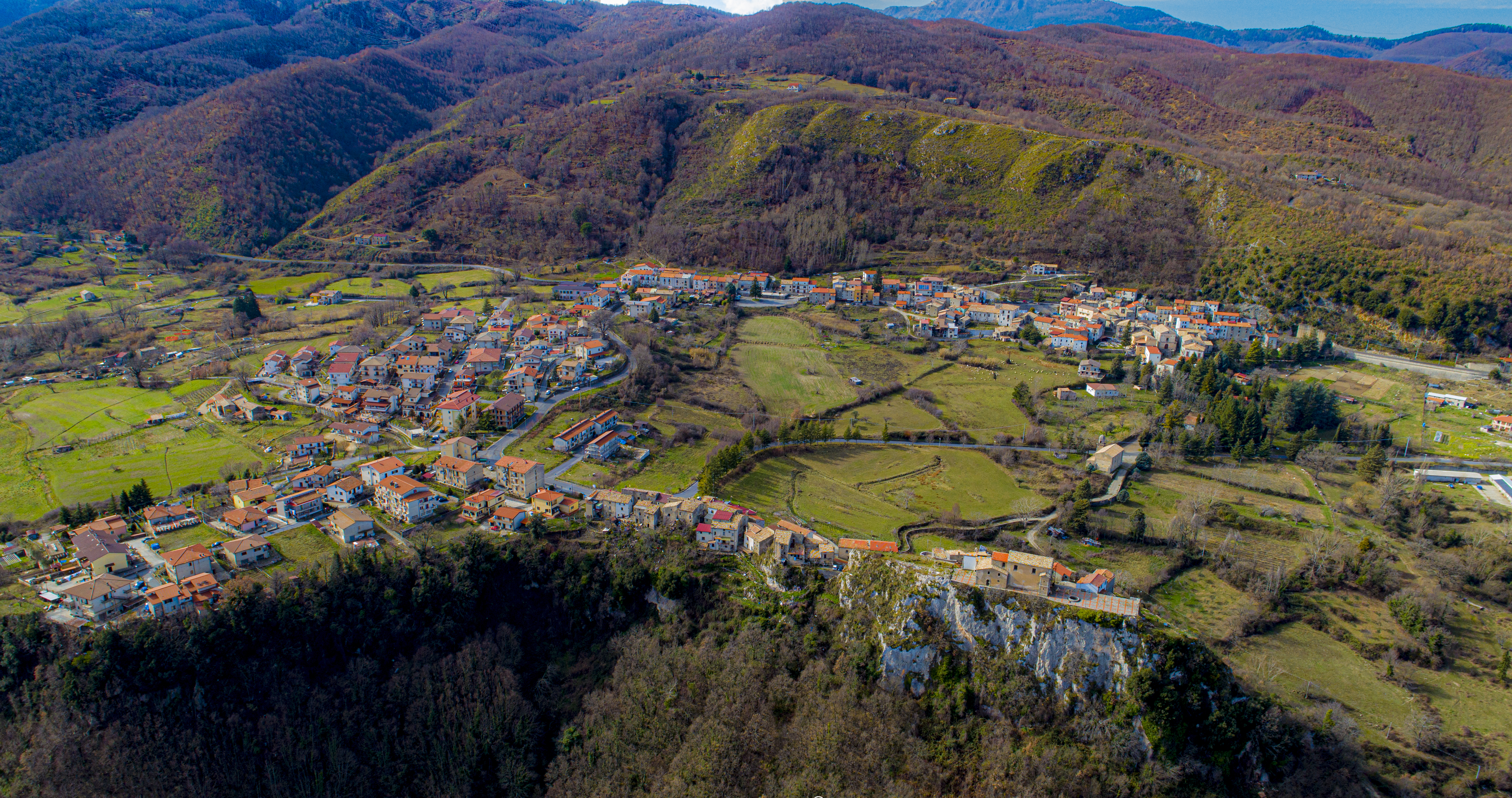
تصویر روستایی در ایتالیا

دومانیکو (به ایتالیایی: Domanico) یک کومونه در ایتالیا است که در استان کزنتزا واقع شده‌است.

## خصوصیات
دومانیکو ۲۳ کیلومترمربع مساحت و ۹۸۳ نفر جمعیت دارد و ۷۳۰ متر بالاتر از سطح دریا واقع شده‌است.